# Veki Velilla
Verónica del Sol González Velilla (Madrid, 3 de septiembre de 1993), más conocida como Veki Velilla, es una actriz española que se dio a conocer por interpretar el papel de Olivia Ugarte en la serie española Anclados (2015).

## Biografía
Veki Velilla, nacida como Verónica del Sol González Velilla, nació en Madrid (España) el 3 de septiembre de 1993.

## Trayectoria
Obtuvo su primer papel, después de protagonizar varios cortometrajes, en octubre de 2015 como una de las protagonistas del largometraje Parada en el infierno, un western en lengua inglesa. Ese mismo año, participó también en su primera serie de televisión, como parte del elenco principal, en la cadena Telecinco, Anclados, donde interpretó a Olivia Ugarte.
En agosto de 2016 comenzó el rodaje de La catedral del mar, miniserie dirigida por Jordi Frades que fue emitida en Antena 3. A finales de 2016 rodó la segunda temporada de Yo quisiera con el personaje de Iris, que se emitió en Divinity en 2018. En 2017 se anunció su incorporación al elenco secundario de Sabuesos, emitida un año más tarde y también formó parte del reparto de Amar es para siempre en la sexta temporada de la serie. Ese mismo año interpretó a Ángela en la serie de Flooxer Más de 100 mentiras.
En 2019 estrenó Hospital Valle Norte, serie de TVE, protagonizada por Alexandra Jiménez. En 2021 se confirmó su papel protagónico para la serie de Playz Yrreal, donde interpreta a Elena. También ese año, se anunció como la protagonista de la serie de HBO Max ¡García!, junto a Francisco Ortiz y Emilio Gutiérrez Caba. Además, rodó el largometraje El club del paro, dirigido por David Marqués.
En 2023 estrenó la serie Noche de chicas para Vix interpretando a la versión adolescente del personaje de María León y la película original de Netflix El club de los lectores criminales, un slasher donde interpreta a la protagonista.

## Filmografía

### Series
| Año         | Título               | Personaje               | Cadena    | Notas                                           |
| ----------- | -------------------- | ----------------------- | --------- | ----------------------------------------------- |
| 2015        | Anclados             | Olivia Ugarte Santaella | Telecinco | Elenco principal; 8 episodios                   |
| 2018        | Yo quisiera          | Iris Bacheli            | Divinity  | Elenco principal; 40 episodios (Temporada 2)    |
| 2018        | Amar es para siempre | Laura Ortega Velázquez  | Antena 3  | Elenco secundario; +200 episodios (Temporada 6) |
| 2018        | La catedral del mar  | Alesta Segura           | Antena 3  | Elenco secundario; 2 episodios                  |
| 2018        | Sabuesos             | Beatriz                 | TVE       | Elenco secundario; 4 episodios                  |
| 2018 - 2019 | Más de 100 mentiras  | Ángela                  | Flooxer   | Elenco principal; 8 episodios                   |
| 2019        | Hospital Valle Norte | Alba Díaz Ufarte        | TVE       | Elenco principal; 10 episodios                  |
| 2021        | Yrreal               | Elena                   | Playz     | Elenco principal; 6 episodios                   |
| 2022        | ¡García!             | Antonia Ortiz           | HBO Max   | Elenco principal; 6 episodios                   |
| 2023        | Noche de chicas      | Lola adolescente        | Vix       | Elenco secundario; 6 episodios                  |

### Cine
| Año  | Título                             | Director               | Personaje    |
| ---- | ---------------------------------- | ---------------------- | ------------ |
| 2016 | Parada en el infierno              | Víctor Matellano       | Anne         |
| 2018 | Miamor perdido                     | Emilio Martínez Lázaro | Mabel        |
| 2021 | El club del paro                   | David Marqués          | Flora        |
| 2023 | El club de los lectores criminales | Carlos Alonso-Ojea     | Ángela Kuntz |

### Teatro
| Año        | Título                | Director            | Personaje |
| ---------- | --------------------- | ------------------- | --------- |
| 2015       | El secreto de Webedia | Luís Sánchez-Polack | Webedia   |
| 2017- 2020 | Fin de engaño         | Darío Frías         | Mónica    |
| 2021       | Mi mundo es otro      | Ángel Villaverde    | BC        |
| 2023       | Me quedé antigua      | Benja De la Rosa    | Susi      |
| 2023       | Uz. El pueblo         | Natalia Menéndez    | Dorotea   |
| 2024       | Un buen colchón       | Israel Solá         | Bárbara   |